# Fromon I de Sens
Fromon I de Sens (francès: Fromond Ier de Sens; nascut cap al 914 i mort el 948) fou el primer comte hereditari de Sens (França) al segle x. Originalment un simple vassall d'Hug el Gran, el 939 esdevingué vescomte i el 939 comte de Sens fins a la seva mort el 948. És el fundador i primer avantpassat conegut de la dinastia dels fromònides, que governaria el comtat de Sens durant un segle.
Moltes genealogies (i particularment la fundació per a la genealogia medieval MedLands) presenten Fromon com a fill de Garnier, comte de Troyes, i de la seva muller, Teutberga d'Arle (filla del comte d'Arle). Tanmateix, no hi ha proves que corroborin aquesta hipòtesi i Fromon no apareix en la llista de fills de Garnier i Teutberga. Una crònica esmenta un parentesc entre Fromon i el comte Heribert II de Vermandois. Si fos cert, explicaria els drets del seu fill, Reinald I, sobre l'abadia de Faremoutiers, a la comarca de Meaux, i el suport brindat per Eudes II de Blois (besnet d'Heribert II) a Reinald el Dolent el 1015.
La hipòtesi més creïble és que fos un vassall d'Hug el Gran (nebot matern d'Heribert II), probablement un dels seus clients de la vall del Loira, instal·lat, com altres vassalls, pel pare d'Hug Capet en les seves noves conquestes a l'est de París. És la hipòtesi que seguí Étienne Meunier en la seva obra del 1981 sobre la batllia de Sens, que es basa en els treballs de Michel Bur sobre la formació del comtat de Xampanya i els del canonge Maurice Chaume sobre els comtes de Sens al segle ix.